# Polskspråkiga Wikipedia
Polskspråkiga Wikipedia (polska: Wikipedia polskojęzyczna, plwp) startade den 26 september 2001 och blev den nionde Wikipediautgåvan. I mars 2007 hade den omkring 360 000 artiklar.
Den 23 oktober 2014 fanns cirka 1 071 497 artiklar, och uppslagsverket var då den ungefärligen tionde största Wikipediaversionen globalt – räknat i antal redigeringar och aktiva användare. Det är också den näst största upplagan på ett slaviskt språk (i antalet artiklar, efter ryskspråkiga Wikipedia). Den har för närvarande 1 651 966 artiklar.
Orden "Wikipedia, den fria encyklopedin" blir på polska Wikipedia, wolna encyklopedia, vilket uttalas /vʲikʲiˈpɛdʲa ˈvɔlna ɛntsɨklɔˈpɛdʲa/.

## Historik
Den polskspråkiga Wikipediaversionen uppstod som ett fristående projekt under domänen wiki.rozeta.com.pl. På förslag av grundarna av engelska Wikipedia inkluderas den i det internationella projektet som http://pl.wikipedia.com den 12 januari 2002 och som http://pl.wikipedia.org den 22 november samma år.

### Viktiga händelser

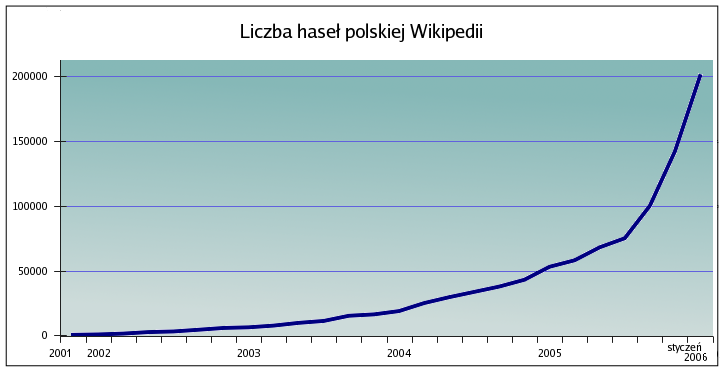
Artikeltillväxt

- 27 januari 2005 – grundarna av plwp, Krzysztof Jasiutowicz och Paweł Jochym mottog utmärkelsen Internet Citizen of the Year 2004 priset delas ut av Internet Obywatelski.[2]
- Juli 2005 – tsca.bot, en bot på plwp, programmerades till att ladda upp statistik från regeringens officiella webbsidor om franska, polska och italienska kommuner. Inom några månader hade boten laddat upp mer än 40 000 artiklar.
- 4 september 2005 – plwp gick förbi nederländskspråkiga Wikipedia (nlwp) i antal artiklar, men strax efteråt (9 september) var den tillbaka på sjunde plats efter att ha blivit omkörd av italienskspråkiga Wikipedia.
- 18 september 2005 – plwp hann ikapp svenskspråkiga Wikipedia i antal artiklar och blev den sjätte största Wikipediaversionen.
- 23 september 2005 – plwp hann ikapp italienskspråkiga Wikipedia (itwp) och blev den femte största språkupplagan.
- 15 januari 2006 – plwp hann ikapp japanskspråkiga Wikipedia och lyckades bli den fjärde största språkupplagan.
- 13 oktober 2009 – plwp mottog ett "särskilt erkännande för social innovation" vid 2009 års Jan Łukasiewicz-prisceremoni, där man belönar de mest innovativa polska IT-företagen.[3][4]
- 12 maj 2011 – plwp passerades av itwp och återvände till femte plats.
- 26 oktober 2011 – plwp passerades av spanskspråkiga Wikipedia (eswp) och återvände till sjätte plats.
- 30 oktober 2011 – plwp passerades av nlwp och återvände till sjunde plats med cirka 840 000 artiklar.
- 10 januari 2012 – plwp passerade ånyo eswp och blev åter den sjätte största Wikipediaupplagan med cirka 870 000 artiklar.
- 4 juni 2012 – plwp nådde 900 000 artiklar.
- 15 oktober 2012 – plwp passerades för andra gången av eswp och blev ännu en gång den sjunde största Wikipediaversionen.
- 3 december 2012 – plwp passerades av ryskspråkiga Wikipedia och var därmed den åttonde största Wikipediaupplagan.
- 15 juni 2013 – svenskspråkiga Wikipedia nådde 1 miljon artiklar och passerade ungefär samtidigt plwp som förpassades till nionde plats i statistiken.
- 24 september 2013 – plwp nådde självt 1 miljon artiklar.
- 18 juni 2014 – plwp passerades av waray-waray-språkiga Wikipedia och blev därmed tionde största upplagan. Något senare passerade även cebuano-språkiga Wikipedia och förpassade plwp till elfte plats.
- 24 juni 2014 – plwp passerades även av vietnamesiskspråkiga Wikipedia och var därmed nummer 12 av Wikipediaversionerna räknat på antal artiklar.

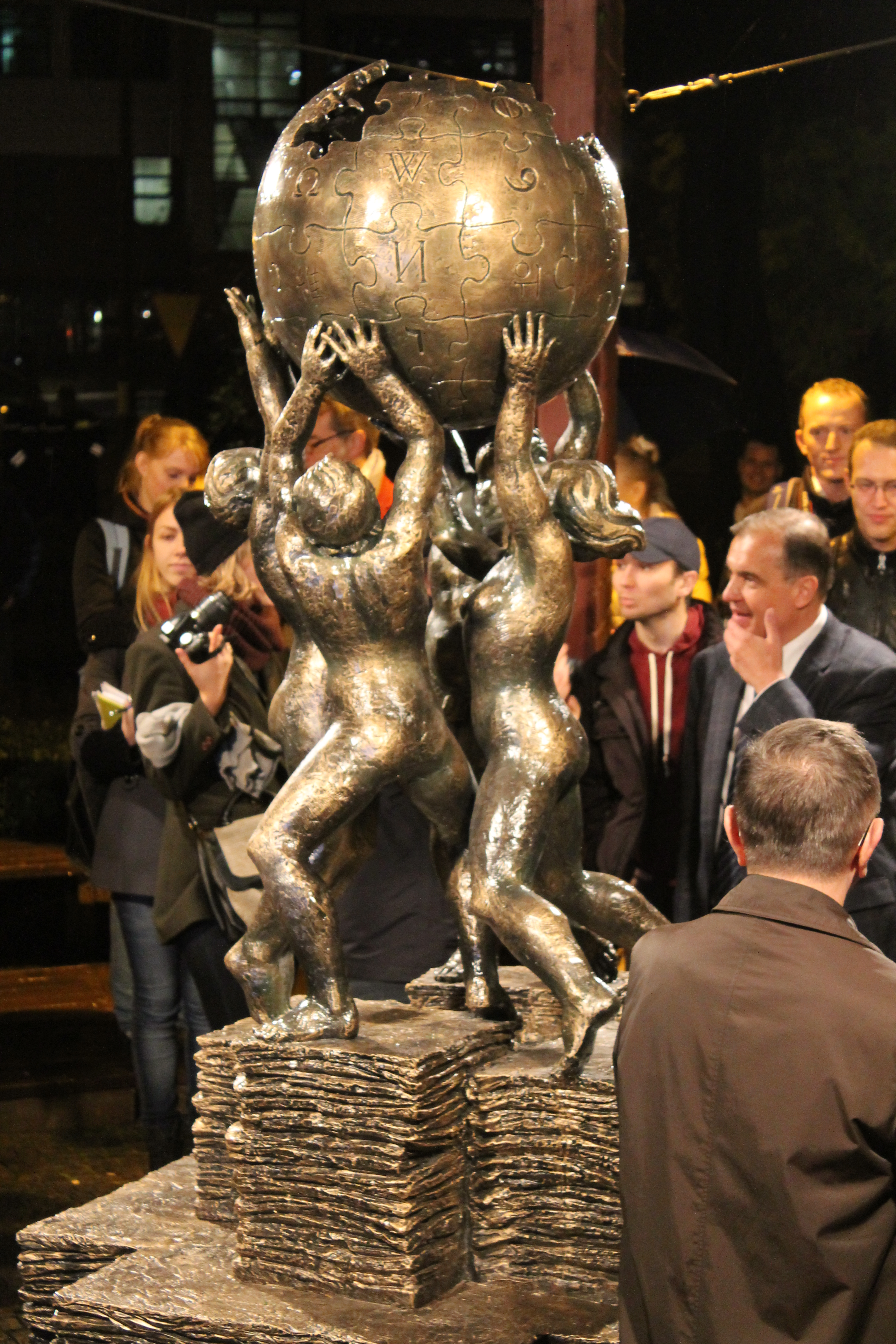
2014 avtäcktes ett monument över Wikipedia i den polska staden Słubice.

## Polskspråkiga Wikipedia på DVD
Den polska Wikipedia publicerades första gången på en DVD tillsammans med pappersutgåvan av tidningen Enter SPECIAL i augusti 2005. Utgivaren gjorde inga försök att kontakta Wikimedia Foundation innan DVD:n kom ut på marknaden, och upplagan visade sig vara olaglig eftersom den stred mot GPL-licensen. Dessutom arbetade mjukvaran som används i den utgåvan felaktigt i kombination med Windows 98.
En ny DVD-utgåva togs fram som ett gemensamt projekt av den polska grenen av Wikimedia Foundation (Wikimedia Polska) och det polska förlaget Helion. Den innehöll artiklar skrivna före 4 juni 2006. Verken avslutades den 24 november 2006 och upplagan släpptes i slutet av juli 2007. Det kostade 39 złoty.

## Monument
Polskspråkiga Wikipedia är en av de största Wikipediaversionerna. Intresset för Wikipedia i Polen manifesterades den 22 oktober 2014, när man i den polska staden Słubice avtäckte "Wikipediamonumentet" över uppslagsverket. Det består av fyra personer som håller uppe Wikipediagloben, utformat som en knappt två meter hög staty i mässingsliknande laminat placerat på en sockel.  Själva sockeln har utseendet av flera staplar litteratur (tidningar eller böcker). Initiativet till monumentet, som kostat 47 000 złoty och bekostats av staden Słubice, kom från Krzysztof Wojciechowski, rektor på den lokala högskolan Collegium Polonicum.  Vid avtäckningen den 22 oktober närvarade stadens borgmästare Piotr Luczynski, som tackade Wikipediarörelsen för dess osjälviska arbete och dessutom ansåg att monumentet personifierade den lilla gränsstaden Słubices ambitioner.